# Radiotelevisione Svizzera

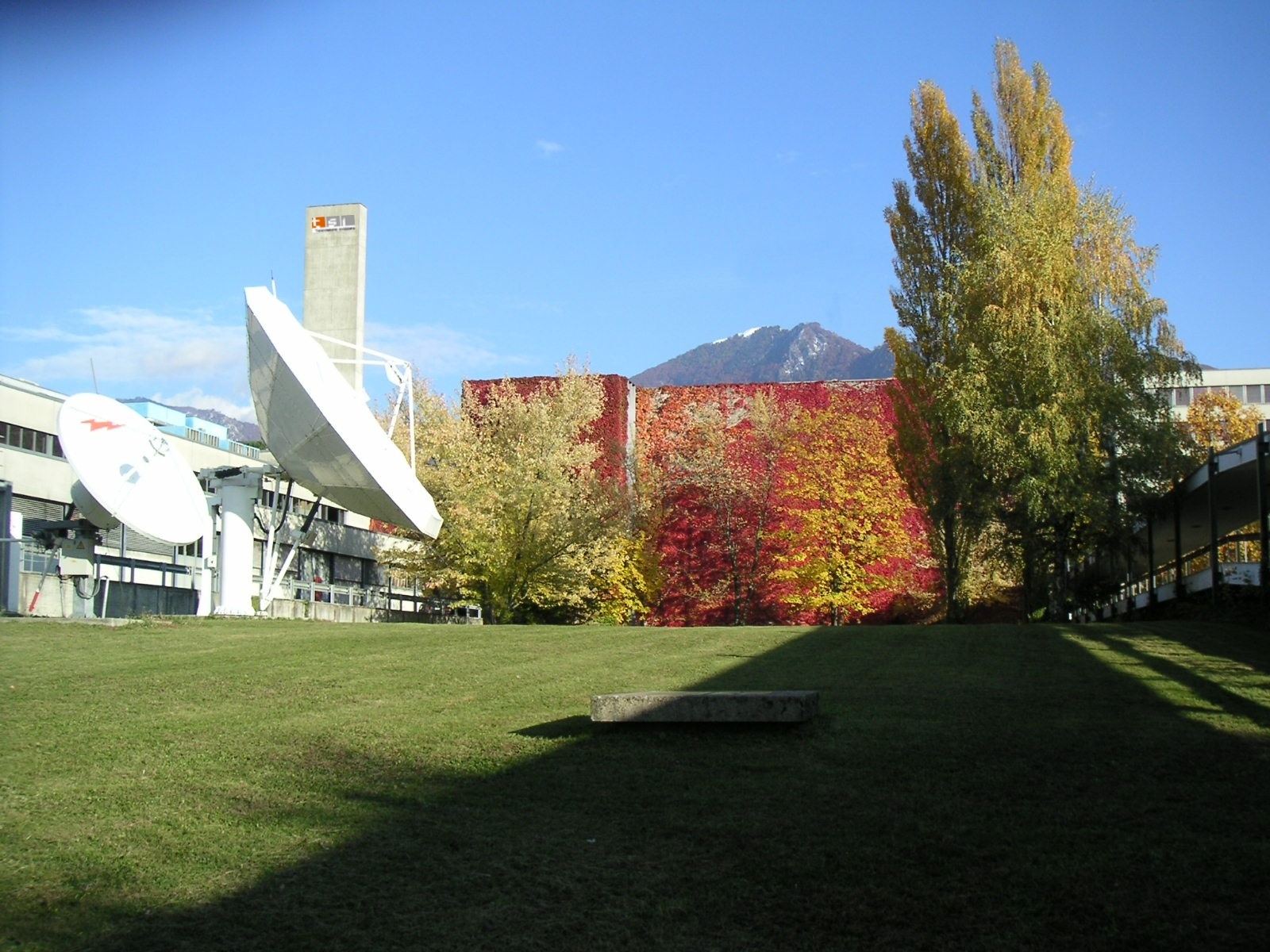
Radiotelevisione Svizzera, sídlo v Lugano

Radiotelevisione Svizzera je švýcarská televizní a rozhlasová společnost, část mediální společnosti SRG SSR. Zajišťuje výrobu televizního a rozhlasového vysílání v italštině.

## Historie
V roce 1925 byla založena společnost Radio Monte Ceneri, pojmenovaná podle hory, na které byl umístěn vysílač. Po několika letech experimentálního vysílání bylo zahájeno pravidelné vysílání v kantonech Ticino a Graubündenu.
Ve 30. a 40. letech, kdy se v některých sousedních státech Švýcarska k moci dostal fašismus, bylo Radio Monte Ceneri jediná italskojazyčná rozhlasová stanice vysílající bez cenzury.
První televizní vysílání odstartovalo 18. listopadu 1958, kdy byl přenášen signál ze studia v Curychu s doplněnými italskými titulky. V roce 1961 se studio spolu s nadací Televisione svizzera di lingua italiana přestěhovalo do města Paradiso. Barevné vysílání bylo zahájeno v roce 1968.
Roku 1985 byla spuštěna kulturní rozhlasová stanice Rete Due a roku 1989 byla spuštěna rozhlasová stanice zaměřená na mládež Rete Tre. Druhý televizní kanál RSI LA 2 byl spuštěn až v roce 1998.
V prosinci 2005 začala RSI šířit své kanály prostřednictvím digitálního pozemního vysílání v systému Digital Audio Broadcasting. 26. července 2006 ve 12:45 bylo ukončeno analogové vysílání v kantonu Ticino, který se tak stal prvním kantonem ve Švýcarsku pouze s digitálním vysíláním.

## Kanály

### Rozhlas
- Rete Uno
- Rete Due
- Rete Tre

### Televize
- RSI LA 1
- RSI LA 2